# Université de Dongguk (métro de Séoul)
Université de Dongguk (en coréen : 동대입구역) est une station de passage de la ligne 3 du métro de Séoul. Elle est située dans l'arrondissement de Jung-gu à Séoul en Corée du Sud.

## Situation sur le réseau

Plan du réseau (2023)

## Services aux voyageurs

### Desserte

Installations
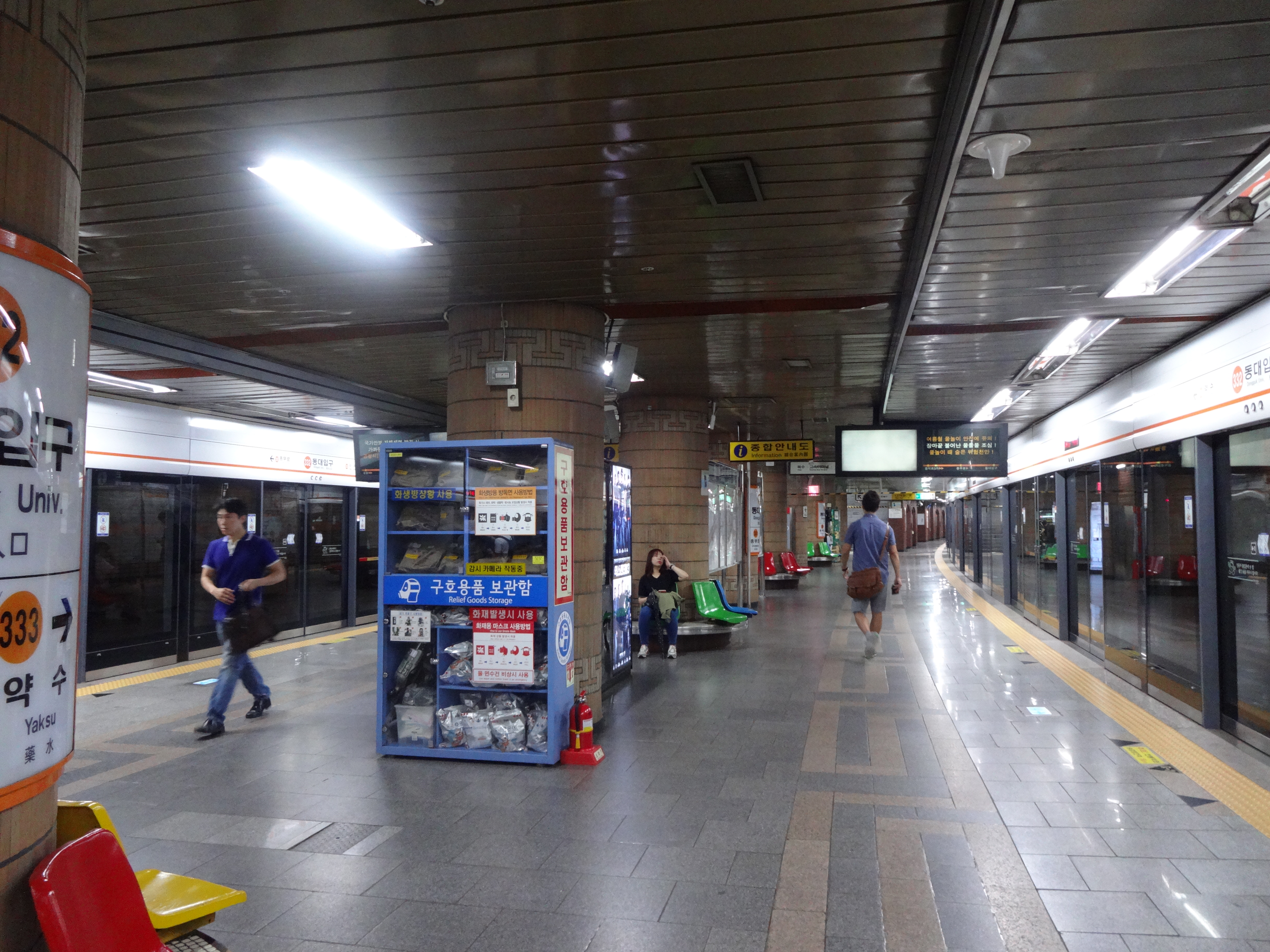
En 2014.
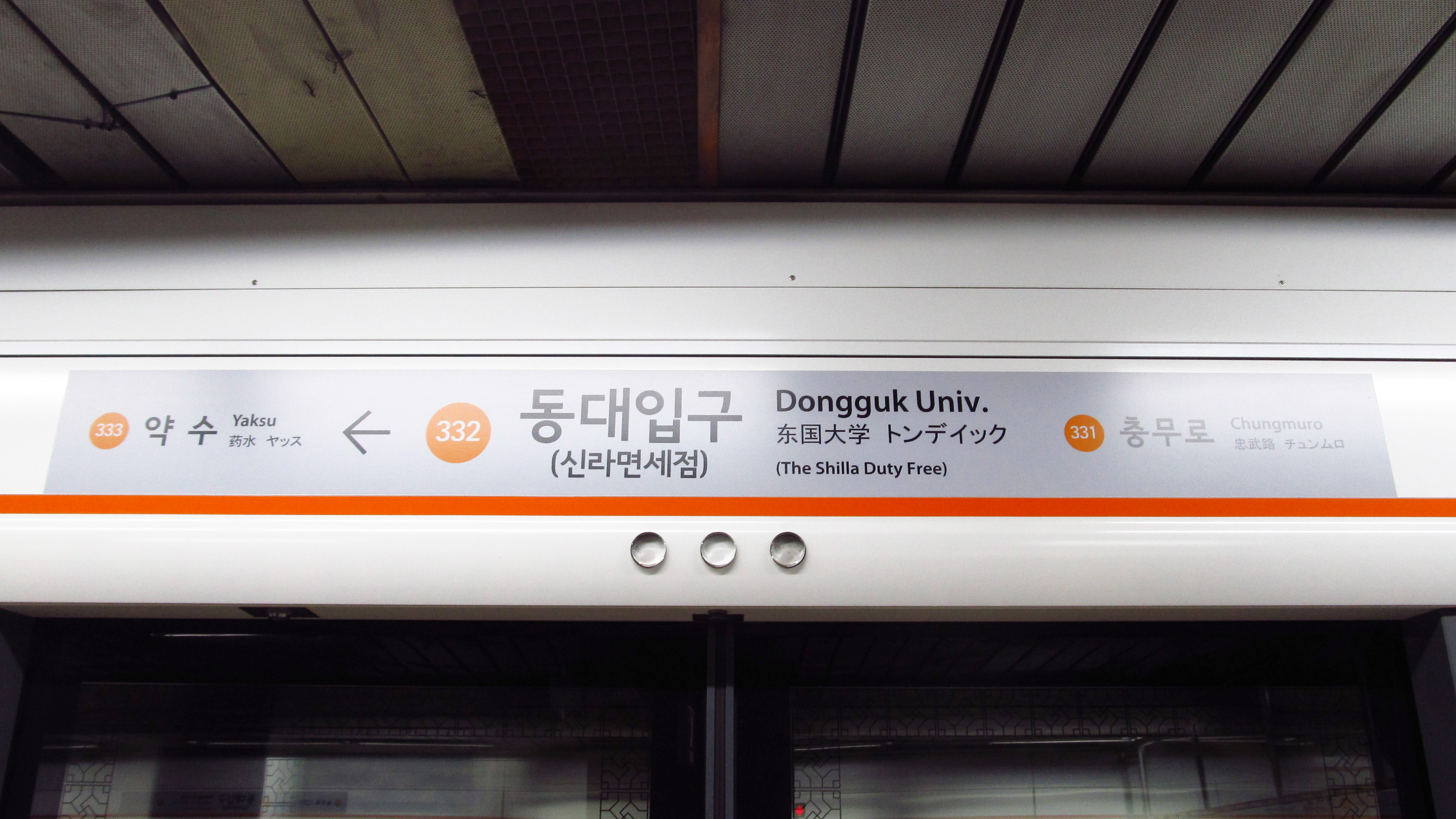
En 2018.
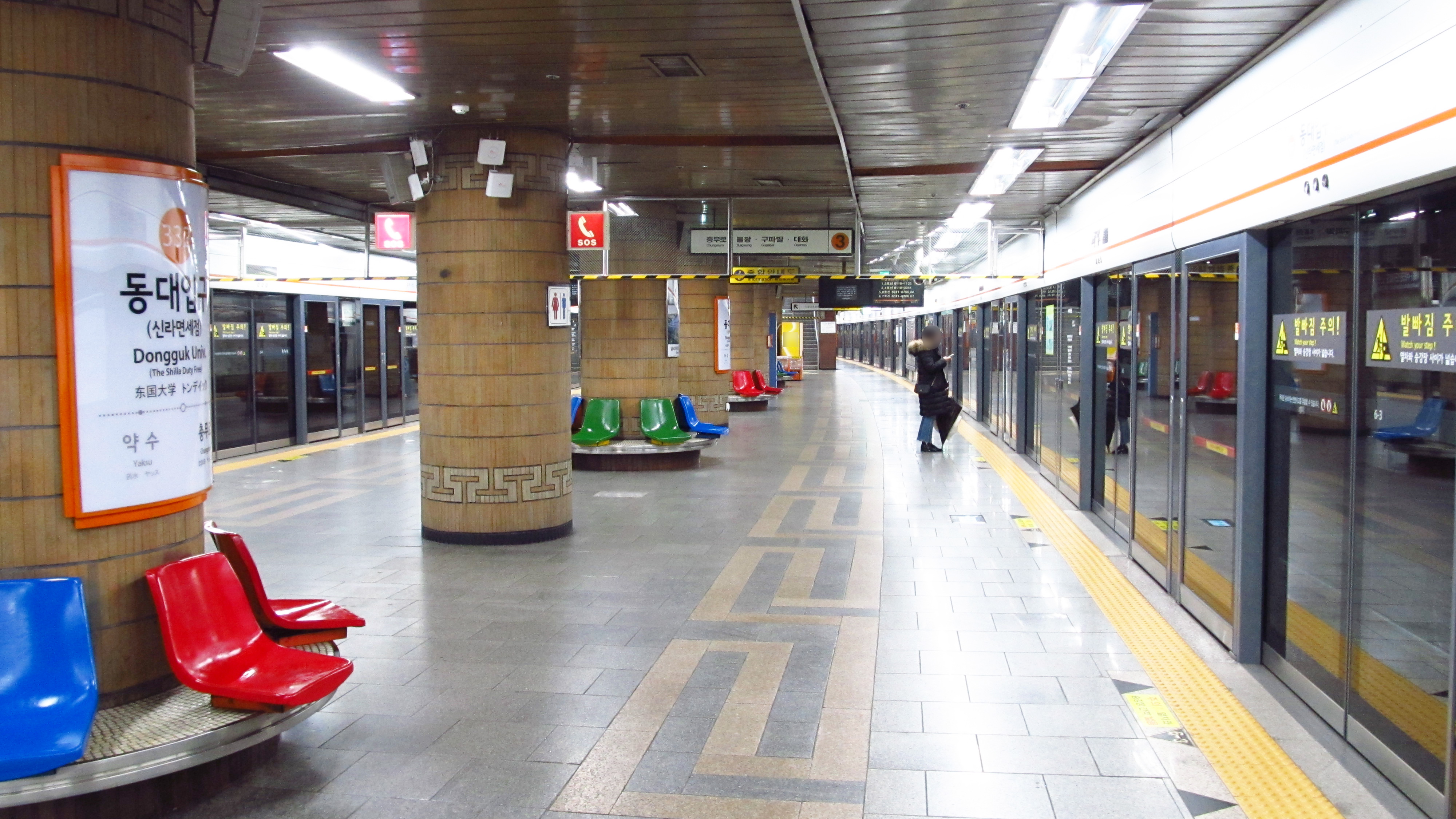
En 2018.